# Berlin (dokumentarfilm)
 For alternative betydninger, se Berlin (flertydig). (Se også artikler, som begynder med Berlin)
Berlin er en dansk dokumentarfilm fra 1907.

## Handling
Mærket: "Uden navn bla. med scener fra hestesporvogn", og "Berlin på kryds og tværs". Kanaler og byggepladser. Gadebilleder omkring Brandenburger Tor, sporvogne og biler. Berlins slot, Unter den Linden, vagtparade. Kanaler med både, trafik og hestesporvogne. En længere tur med sporvogn til omegnen. Gamle huse og smalle stræder. Seværdigheder. Det er alt sammen fra Berlin før første verdenskrig.